# C/C 7"
C/C 7", singel av punkbandet Coca Carola som släpptes 1991. Endast låtar med engelsk text.

## Låtar på singeln
| 1. | The Man With The Gun       |
| 2. | I Vote Rock'n Roll         |
| 3. | You're The One That I Want |